# 小行星8196
小行星8196（英語：8196）是一颗围绕太阳公转的小行星。1993年10月16日，埃莉諾·赫琳在帕洛马山发现了此天体。
这颗小行星的绝对星等为171.7496959099945等。